# Anatol Bigot de Saint-Quentin
Anatol hrabě Bigot de St. Quentin (německy Anatol Graf Bigot von Saint-Quentin) (7. března 1849 Vídeň – 11. září 1932 Jadova, Rumunsko) byl rakousko-uherský generál. V armádě sloužil od roku 1869 a řadu let strávil u vojenské posádky v Brandýse nad Labem, kde byl nakonec velitelem pluku. V letech 1903–1913 zastával funkci nejvyššího hofmistra vrchního velitele armády arcivévody Bedřicha, v roce 1913 odešel na penzi v hodnosti generála jezdectva.

## Životopis

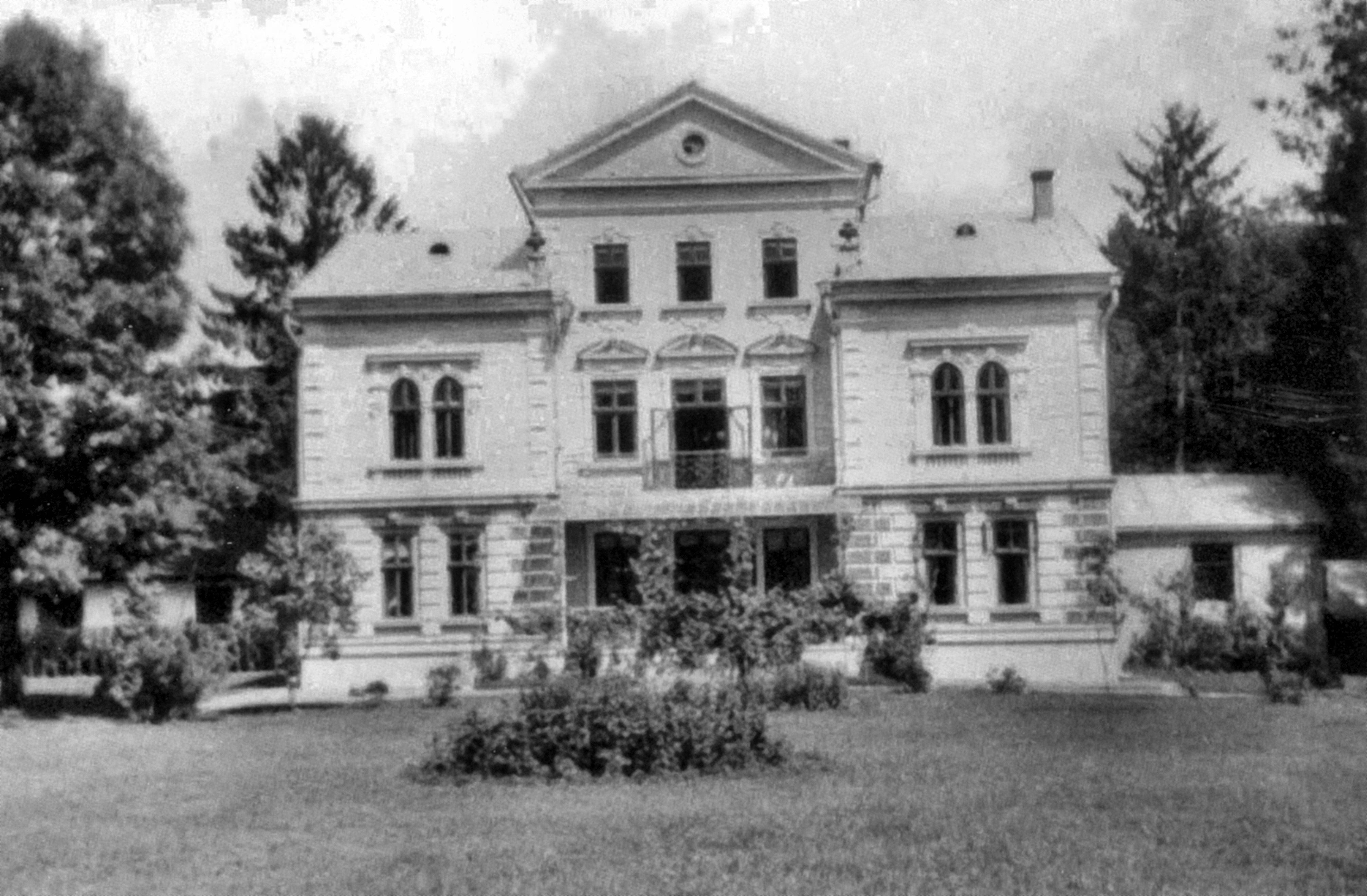
Zámek Jadova (Bukovina, dnes Stara Zhadova (Ukrajina)

Pocházel ze starého francouzského šlechtického rodu, který se v 18. století usadil v habsburské monarchii. Narodil se jako syn c. k. majora Augusta Bigota de St Quentin (1804–1848), který padl během revoluce v Uhrách, matka Henrietta (1816–1903) pocházela z moravského rodu Podstatských-Thonsernů. Anatol studoval na Tereziánské vojenské akademii ve Vídeňském Novém Městě a aktivní službu začal v roce 1869 jako poručík u 13. dragounského pluku. V roce 1883 získal titul c. k. komořího, v té době sloužil jako rytmistr u 13. pěšího pluku v Brandýse nad Labem. Později byl přeložen k hulánskému pluku č. 4 do Lvova a v hodnosti majora byl od roku 1892 křídelním pobočníkem císaře Františka Josefa. V roce 1895 byl jmenován podplukovníkem a stal se zástupcem velitele 11. dragounského pluku.

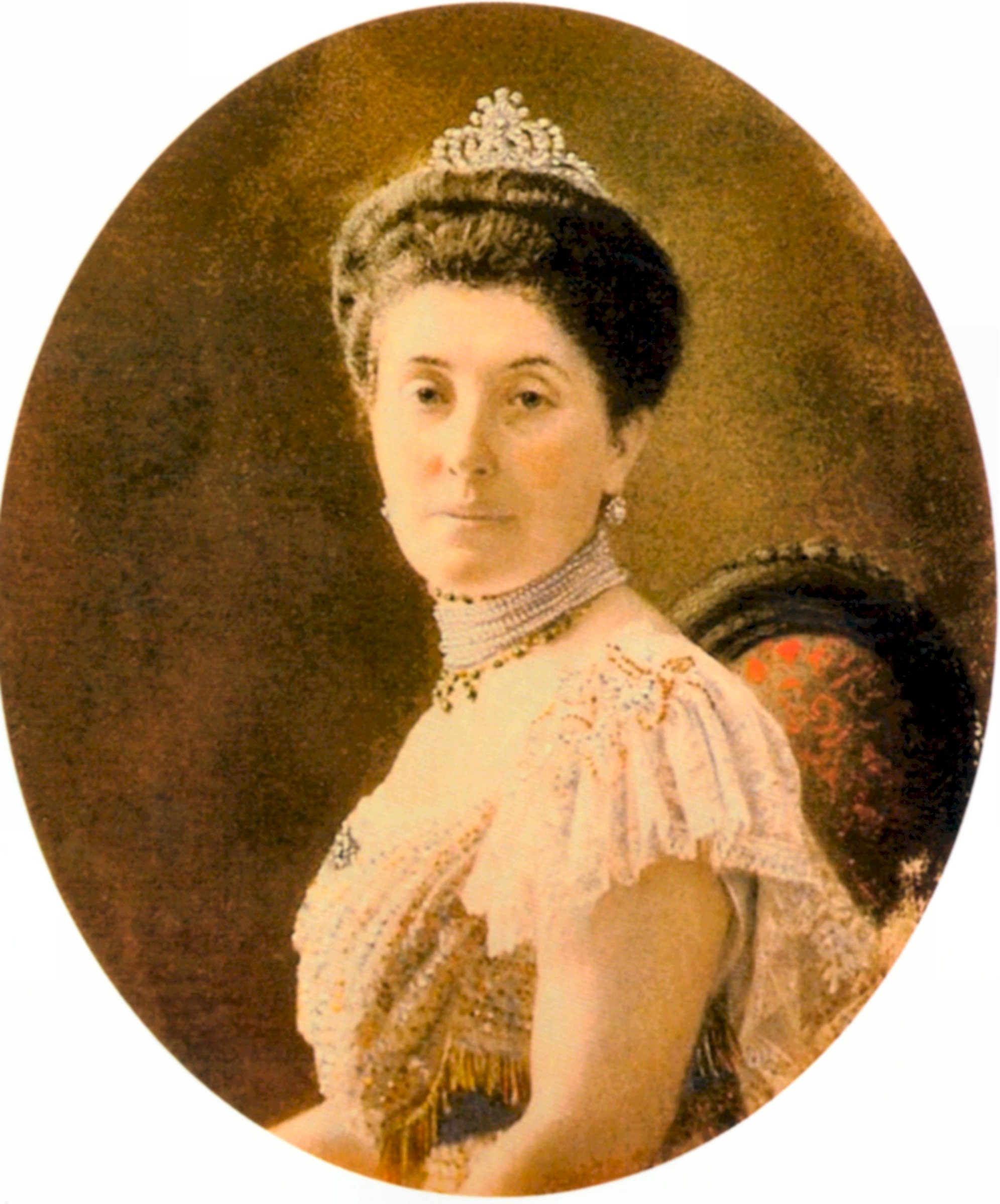
Anatolova manželka Elena, rozená von Flondor (1866–1930)

V roce 1897 byl povýšen na plukovníka a převzal velení 7. dragounského pluku v Brandýse nad Labem, kde strávil šest let. V letech 1903–1913 zastával funkci nejvyššího hofmistra arcivévody Bedřicha, vrchního velitele armády. V této funkci pobýval na sídlech arcivévody Bedřicha v Bratislavě, Židlochovicích nebo Mosonmagyaróváru, absolvoval s ním také cesty do zahraničí. V armádě postoupil do hodností generálmajora (1904) a polního podmaršála (1908). Mezitím byl také jmenován c. k. tajným radou s nárokem na oslovení Excelence (1904). K datu 1. ledna 1913 byl penzionován a obdržel čestnou hodnost generála jezdectva. Po zániku monarchie žil v soukromí ve Vídni, často ale pobýval také na statcích v Rumunsku, které získal sňatkem. Zemřel ve věku 83 let v roce 1932 na zámku Jadova v Rumunsku (dnes Stara Zhadova, Ukrajina)

## Rodina
Oženil se až ve zralém věku, jeho manželkou se v roce 1898 stala Elena von Flondor (1866–1930). Sňatek se konal v Černovicích, kde Elenina rodina patřila ke společenské elitě s významným podílem na veřejném životě. Elena do manželství věnem přinesla statky v Bukovině, kde rodina také později sídlila. Z manželství se narodily tři děti. Nejstarší syn Douglas (1899–1982) vynikl jako entomolog a byl autorem řady odborných prací. Mladší syn Friedrich Georg (1906–1900) byl inženýrem. Dcera Desiderie (1900–1999) se provdala za hraběte Franze Emila Marenziho.
Anatolův strýc Karel Bigot de Saint-Quentin (1805–1884) dosáhl v armádě hodnosti generála jezdectva a svou kariéru zakončil jako velitel v Haliči.

## Řády a vyznamenání
Během vojenské služby v armádě získal několik vyznamenání v Rakousku-Uhersku, jako dlouholetý nejvyšší hofmistr arcivévody Bedřicha s ním absolvoval cesty do zahraničí a díky tomu získal ocenění i od řady cizích panovníků.
- Řád železné koruny I. třídy (Rakousko-Uhersko)
- Vojenská záslužná medaile (Rakousko-Uhersko)
- Vojenský záslužný kříž (Rakousko) (Rakousko-Uhersko)
- velkokříž Viktoriina řádu (Spojené království)
- Řád svaté Anny I. třídy (Rusko)
- Řád červené orlice I. třídy (Prusko)
- Řád koruny I. třídy (Prusko)
- Železný kříž (Prusko)
- velkokříž Řádu Isabely Katolické (Španělsko)
- komandér Řádu rumunské hvězdy (Rumunsko)
- Řád Takova (Srbsko)
- rytíř Řádu Albrechtova (Sasko)
- velkokříž Řádu Fridrichova (Württembersko)
- Řád zähringenského lva (Bádensko)
- velkokříž Řádu koruny (Belgie)